# (79) Eurynome
(79) Eurynome ist ein Asteroid des inneren Hauptgürtels, der am 14. September 1863 vom US-amerikanischen Astronomen James Craig Watson am Detroit Observatory in Ann Arbor entdeckt wurde. Es war seine erste Asteroidenentdeckung von insgesamt 22.
Der Asteroid wurde benannt nach der Okeanide Eurynome, einer Tochter des Okeanos und der Tethys und Mutter der Leukothea.

## Wissenschaftliche Auswertung
Mit Daten radiometrischer Beobachtungen im Infraroten am Cerro Tololo Inter-American Observatory in Chile und am Mauna-Kea-Observatorium auf Hawaiʻi im Jahr 1974 sowie am Kitt-Peak-Nationalobservatorium in Arizona im März 1976 wurden für (79) Eurynome erstmals Werte für den Durchmesser und die Albedo von 76 bis 86 km und 0,11 bis 0,14 bestimmt. Aus Ergebnissen der IRAS Minor Planet Survey (IMPS) wurden 1992 Angaben zu Durchmesser und Albedo für zahlreiche Asteroiden abgeleitet, darunter auch (79) Eurynome, für die damals Werte von 66,5 km bzw. 0,26 erhalten wurden. Mit dem Satelliten Midcourse Space Experiment (MSX) wurden 1996 bis 1997 im Rahmen der Infrared Minor Planet Survey (MIMPS) Daten erhalten, aus denen Werte von 68,9 km bzw. 0,25 bestimmt wurden. Eine Auswertung von Beobachtungen durch das Projekt NEOWISE im nahen Infrarot führte 2011 zu vorläufigen Werten für den Durchmesser und die Albedo im sichtbaren Bereich von 72,6 km bzw. 0,22. Nach neuen Messungen mit NEOWISE wurden die Werte 2014 auf 63,5 km bzw. 0,29 korrigiert.
Photometrische Beobachtungen von (79) Eurynome fanden erstmals statt vom 9. Oktober bis 18. Dezember 1974 am Osservatorio Astronomico di Torino in Italien. Aus den gemessenen Lichtkurven wurde als wahrscheinlichste Rotationsperiode 11,959 h abgeleitet. Es wurde aber auch ein Wert von 5,980 h als möglich und daher weitere Beobachtungen über längere Zeiträume als notwendig erachtet. Auch eine Bestimmung der Albedo, des Radius und der Masse wurden unternommen. Etwa zur gleichen Zeit fanden auch Messungen vom 6. bis 11. November 1974 am Observatoire de Haute-Provence in Frankreich statt. Auf Grundlage der in vier Nächten aufgezeichneten Lichtkurve konnte für den Asteroiden die längere Periode ausgeschlossen und eine Rotationsperiode von 5,979 h abgeleitet werden. Neue Beobachtungen erfolgten am 13. Januar 1983 wieder am Osservatorio Astronomico di Torino. Die Lichtkurve zeigte ähnliche Verläufe wie bei der Beobachtung im November 1974, es wurden dafür topographische Besonderheiten auf der Oberfläche des Asteroiden von einigen Kilometern Ausdehnung für ursächlich angesehen. Zur gleichen Beurteilung führten auch Messungen am 21. Januar 1983 am Osservatorio Astrofisico di Catania und am Osservatorio Astronomico di Collurania-Teramo in Italien.

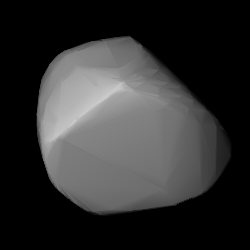
Berechnetes 3D-Modell von (79) Eurynome

Aus der in acht Nächten vom 29. August bis 25. Oktober 1989 am Charkiw-Observatorium in der Ukraine aufgezeichneten Lichtkurve wurde wieder eine Rotationsperiode von 5,9777 h bestimmt. Außerdem konnten erstmals zwei alternative Lösungen für die Position der Rotationsachse mit prograder Rotation und die Achsenverhältnisse eines dreiachsig-ellipsoidischen Gestaltmodells für den Asteroiden berechnet werden.
Unter Verwendung der Daten aus den Jahren 1974, 1983 und 1990 wurden dann in einer Untersuchung von 1993 ebenfalls zwei mögliche Rotationsachsen berechnet. Mit neuen Beobachtungen vom 9. und 14. November 1993 am La-Silla-Observatorium in Chile wurden diese Berechnungen noch einmal überarbeitet und die Werte für die Position der Rotationsachse und die Achsenverhältnisse verbessert. Für die Rotationsperiode wurden jetzt 5,9776 h abgeleitet. Auch eine erneute Berechnung am Charkiw-Observatorium, bei der nun Beobachtungsdaten bis 1993 verwendet wurden, ergab wieder zwei alternative Polachsen mit prograder Rotation mit einer Rotationsperiode von 5,9777 h. Weitere Beobachtungen vom 23. September 1993 bis 9. Februar 1994 in Charkiw und am Krim-Observatorium in Simejis wurden zu einer Rotationsperiode von 5,981 h ausgewertet. Eine Untersuchung von 1999 errechnete aus den vorliegenden Lichtkurven neue Lösungen für die Position der Rotationsachse, nun allerdings mit retrograder Rotation, und eine Periode von 5,9777 h.
Aus den archivierten Lichtkurven und einer neuen photometrischen Beobachtung vom 4. Februar 2006 am Taurus Hill Observatory in Finnland konnte in einer Untersuchung von 2008 ein dreidimensionales Gestaltmodell und eine eindeutige Lösung für die Rotationsachse mit prograder Rotation bestimmt werden. Für die Rotationsperiode ergab sich ein Wert von 5,97857 h. Aus den archivierten photometrischen Daten des United States Naval Observatory und der Catalina Sky Survey in Arizona wurden dann in einer Untersuchung von 2013 wieder Gestaltmodelle des Asteroiden für zwei alternative Ausrichtungen der Rotationsachse mit prograder Rotation und eine Rotationsperiode von 5,97772 h bestimmt. Im Jahr 2021 wurde aus archivierten Daten und photometrischen Messungen von Gaia DR2 auch eine Rotationsachse mit prograder Rotation berechnet. Die Rotationsperiode wurde dabei wieder zu 5,97772 h bestimmt.

## Eurynome-Familie
(79) Eurynome ist namensgebendes und größtes Mitglied einer Asteroidenfamilie mit ähnlichen Bahneigenschaften, wie eine Große Halbachse von 2,33–2,48 AE, eine Exzentrizität von 0,15–0,19 und eine Bahnneigung von 4,3°–5,6°. Taxonomisch handelt es sich um Asteroiden der Spektralklasse S, L und C, die mittlere Albedo liegt bei 0,26. Der Eurynome-Familie wurden im Jahr 2019 etwa 1650 Mitglieder zugerechnet.